# Sceloenopla tetracantha
Sceloenopla tetracantha là một loài bọ cánh cứng trong họ Chrysomelidae. Loài này được Champion miêu tả khoa học năm 1920.